# Léon Close
Léon Close, né le 20 août 1931 et mort le 24 février 2015, est un footballeur international belge actif durant les années 1950 et 1960. Il joue durant la majeure partie de sa carrière à l'Union saint-gilloise au poste de défenseur.

## Carrière
Formé au Cercle sportif tubizien, Léon Close est recruté par la Royale Union saint-gilloise en 1948 alors qu'il n'a que 17 ans. Il intègre le noyau de l'équipe première mais la saison ne se passe pas bien pour le club qui est relégué de Division d'Honneur pour la première fois de son histoire. Le club passe deux ans au deuxième niveau national, durant lesquels le joueur est appelé à quatre reprises en équipe nationale juniors. Après avoir échoué à trois points du Daring Club de Bruxelles en 1950, l'Union remporte le titre dans sa série en 1951 et remonte parmi l'élite nationale.
Promu en Division 1, Léon Close reste installé dans le onze de base de l'équipe dont il s'affirme au fil des saisons comme l'un des piliers. Il dispute deux rencontres en 1957 et 1958 avec les « Diables Rouges », sur un total de six sélections et atteint ensuite les demi-finales de la Coupe des villes de foires 1958-1960. Après quatorze ans de bons et loyaux services, Léon Close décide en 1962 de quitter l'Union et part jouer au Racing de Jette, tout juste promu en Promotion, le quatrième et dernier niveau national belge. Après trois ans, le club remporte le titre dans sa série et est promu en Division 3. Léon Close joue quatre ans à ce niveau puis rejoint les rangs du Léopold FC en 1969, qui milite dans les séries provinciales. Il joue trois ans au Léo puis prend sa retraite sportive en 1972.

## Statistiques
| Saison                | Club                  | Championnat           | Championnat | Championnat | Coupe(s) nationale(s) | Coupe(s) nationale(s) | Compétition(s) continentale(s) | Compétition(s) continentale(s) | Compétition(s) continentale(s) | Total | Total |
| Saison                | Club                  | Division              | M.          | B.          | M.                    | B.                    | Comp.                          | M.                             | B.                             | M.    | B.    |
| 1948-1949             | Union SG              | Division 1            | -           | -           | 0                     | 0                     | -                              | 0                              | 0                              | 0     | 0     |
| 1949-1950             | Union SG              | Division 2            | -           | -           | 0                     | 0                     | -                              | 0                              | 0                              | 0     | 0     |
| 1950-1951             | Union SG              | Division 2            | -           | -           | 0                     | 0                     | -                              | 0                              | 0                              | 0     | 0     |
| 1951-1952             | Union SG              | Division 1            | -           | -           | 0                     | 0                     | -                              | 0                              | 0                              | 0     | 0     |
| 1952-1953             | Union SG              | Division 1            | -           | -           | 0                     | 0                     | -                              | 0                              | 0                              | 0     | 0     |
| 1953-1954             | Union SG              | Division 1            | -           | -           | -                     | -                     | -                              | 0                              | 0                              | 0     | 0     |
| 1954-1955             | Union SG              | Division 1            | -           | -           | -                     | -                     | -                              | 0                              | 0                              | 0     | 0     |
| 1955-1956             | Union SG              | Division 1            | -           | -           | -                     | -                     | -                              | 0                              | 0                              | 0     | 0     |
| 1956-1957             | Union SG              | Division 1            | -           | -           | 0                     | 0                     | -                              | 0                              | 0                              | 0     | 0     |
| 1957-1958             | Union SG              | Division 1            | -           | -           | 0                     | 0                     | -                              | 0                              | 0                              | 0     | 0     |
| 1958-1959             | Union SG              | Division 1            | -           | -           | 0                     | 0                     | C3                             | -                              | -                              | 0     | 0     |
| 1959-1960             | Union SG              | Division 1            | -           | -           | 0                     | 0                     | C3                             | -                              | -                              | 0     | 0     |
| 1960-1961             | Union SG              | Division 1            | -           | -           | 0                     | 0                     | C3                             | -                              | -                              | 0     | 0     |
| 1961-1962             | Union SG              | Division 1            | -           | -           | 0                     | 0                     | C3                             | -                              | -                              | 0     | 0     |
| Sous-total            | Sous-total            | Sous-total            | 346         | 28          | -                     | -                     | -                              | -                              | -                              | 346   | 28    |
| 1962-1963             | Racing de Jette       | Promotion             | -           | -           | 0                     | 0                     | -                              | 0                              | 0                              | 0     | 0     |
| 1963-1964             | Racing de Jette       | Promotion             | -           | -           | -                     | -                     | -                              | 0                              | 0                              | 0     | 0     |
| 1964-1965             | Racing de Jette       | Promotion             | -           | -           | -                     | -                     | -                              | 0                              | 0                              | 0     | 0     |
| 1965-1966             | Racing de Jette       | Division 3            | -           | -           | -                     | -                     | -                              | 0                              | 0                              | 0     | 0     |
| 1966-1967             | Racing de Jette       | Division 3            | -           | -           | -                     | -                     | -                              | 0                              | 0                              | 0     | 0     |
| 1967-1968             | Racing de Jette       | Division 3            | -           | -           | -                     | -                     | -                              | 0                              | 0                              | 0     | 0     |
| 1968-1969             | Racing de Jette       | Division 3            | -           | -           | -                     | -                     | -                              | 0                              | 0                              | 0     | 0     |
| Sous-total            | Sous-total            | Sous-total            | -           | -           | -                     | -                     | -                              | -                              | -                              | 0     | 0     |
| 1969-1970             | Léopold FC            | prov.                 | -           | -           | -                     | -                     | -                              | 0                              | 0                              | 0     | 0     |
| 1970-1971             | Léopold FC            | prov.                 | -           | -           | -                     | -                     | -                              | 0                              | 0                              | 0     | 0     |
| 1971-1972             | Léopold FC            | prov.                 | -           | -           | -                     | -                     | -                              | 0                              | 0                              | 0     | 0     |
| Sous-total            | Sous-total            | Sous-total            | -           | -           | -                     | -                     | -                              | -                              | -                              | 0     | 0     |
| Total sur la carrière | Total sur la carrière | Total sur la carrière | 346         | 28          | -                     | -                     | -                              | -                              | -                              | 346   | 28    |

## Palmarès
- 1 fois champion de Division 2 en 1951 avec la Royale Union saint-gilloise
- 1 fois champion de Promotion en 1964-1965 avec le Racing de Jette

## Carrière internationale
Léon Close compte six convocations en équipe nationale belge, pour deux matches joués. Il dispute son premier match avec les « Diables Rouges » le 31 mars 1957 contre l'Espagne. Il est encore appelé à quatre reprises durant l'année, mais sans jouer. Il joue son second et dernier match en équipe nationale le 26 octobre 1958, contre la Turquie.
Le tableau ci-dessous reprend toutes les sélections de Léon Close. Les matches qu'il ne joue pas sont indiqués en italique. Le score de la Belgique est toujours indiqué en gras.
| Date       | Compétition                                  | Adversaire | Lieu      | Score | Remarque |
| ---------- | -------------------------------------------- | ---------- | --------- | ----- | -------- |
| 31/03/1957 | Match amical                                 | Espagne    | Bruxelles | 0-5   |          |
| 28/04/1957 | Match amical                                 | Pays-Bas   | Amsterdam | 1-1   |          |
| 26/05/1957 | Match amical                                 | Roumanie   | Bruxelles | 1-0   |          |
| 05/06/1957 | Éliminatoires Coupe du monde 1958 (Groupe 2) | Islande    | Bruxelles | 8-3   |          |
| 04/09/1957 | Éliminatoires Coupe du monde 1958 (Groupe 2) | Islande    | Reykjavik | 2-5   |          |
| 26/10/1958 | Match amical                                 | Turquie    | Bruxelles | 1-1   |          |